# Vostox
Vostox je rod hmyzu z čeledi Spongiphoridae. Do tohoto rodu patří více než dvacet druhů.

## Seznam druhů
- Vostox americanus, (Steinmann, 1975)
- Vostox apicedentatus, (Caudell, 1904)
- Vostox asemus (Hebard, 1921)
- Vostox basalis (Burr, 1912)
- Vostox bertonii (Borelli, 1905)
- Vostox binotatus (Kirby, 1891)
- Vostox bolivianus (Brindle, 1971)
- Vostox brasilianus (Steinmann, 1975)
- Vostox brunneipennis (Audinet-Serville, 1839)
- Vostox cabrerae (Rehn, 1925)
- Vostox carinatus (Brindle, 1977)
- Vostox comitatus (Steinmann, 1989)
- Vostox confusus (Borelli, 1905)
- Vostox dentatus (Brindle, 1988)
- Vostox dubius (Moreira, 1931)
- Vostox dugueti (Borelli, 1912)
- Vostox ecuadorensis (Steinmann, 1975)
- Vostox excavatus (Nutting & Gurney, 1961)
- Vostox magnus (Brindle, 1988)
- Vostox ocellatus (Brindle, 1971)
- Vostox quadripunctatus (Brindle, 1971)
- Vostox recurrens (Burr, 1912)
- Vostox similis (de Bormans, 1883)
- Vostox vicinus (Burr, 1912)